# Исихазъм
Исихазмът (от гръцки: ἡσυχασμός, от ἡσυχία, спокойствие, тишина, уединение) е степен на свързване с Бога в православното християнство, 28-а от общо 30 по лествицата на свети Йоан Лествичник. При тази висока степен човек вече е очистил сърцето си от страстите и при непрекъсната сърдечна умна молитва „Господи, Иисусе Христе, Сине Божий, помилуй ме, грешния“, молещият се може да се удостои с чистото си сърце да вижда Бог. Всяка степен се постига с полагане на определени усилия с цел придобиването на Светия Дух и обожението на душата и тялото.
Исихазмът се разпространява в края на XIII и началото на XIV век в Света гора и в други манастирски обители в Мала Азия и на Балканския полуостров. Около 1335 г. един от видните проповедници на това учение – монахът св. Григорий Синаит, с помощта на българския цар Иван Александър, основава в планината Странджа, в областта Парория, свой манастир. В него бързо започват да се стичат монаси от Византия, България и Сърбия, привлечени от славата на Григорий Синаит. От него те се запознават как да практикуват исихазма. В продължение на около 10 години манастирът в Парория, а и тези в Света гора, стават духовни средища, където били подготвяни десетки монаси исихасти. Те от своя страна, завръщайки се в родните си места, обикновено основавали манастири. Мнозина от тях заели високи постове в местните църкви. Непоколебим исихаст е и св. патриарх Евтимий Търновски, член на най-близкия кръг около св. Григорий Палама и строг пазител на Православието от ересите. По този начин исихазмът бързо се разпространява в целия православен свят.
Според исихазма най-важното средство за непосредственото богопознание и истинско богословие е методът на постоянната молитва. Първото условие за истинската молитва се състои в постигането на „внимание“, като умът се концентрира „в сърцето“. На практика се повтаря кратката, така наречена „Иисусова молитва“: „Господи, Иисусе Христе, Сине Божий, помилуй мя“.Традицията на Иисусовата молитва

## Същност и разпространение на исихазма
Във Византия исихасти се наричат монасите, които прекарват живота си в усамотение и молитви. Самото понятие произлиза от гръцката дума „исихия“, която означава „спокойствие“ или „безмълвие“. През XIV век, за разлика от предишните векове, исихазмът се превръща в широко разпространена монашеска практика, а бързо след това и в учение, което си поставя за цел да възстанови прекъснатата връзка между човека и Бога. Исихастите проповядват, че възстановяването на връзката с Бог може да се постигне, когато човек успее да види Божествената светлина със сърдечните си очи. Това се постига чрез особена исихастка практика, която има за цел въздигането на ума и сърцето към Бога. Тя включва поставянето на тялото в специално положение, задържане на дишането и непрекъснато повтаряне на Иисусовата молитва. По този начин човек постепенно достига до състояние на блаженство и в края на краищата съзира Божествената светлина – онази, която преди това били в състояние да видят само учениците на Иисус Христос.
През втората четвърт на XIV век привърженици на исихазма стават много видни византийски богослови, между които изпъква със своята начетеност и познания Григорий Палама. Чрез неговите богословски произведения и чрез споровете, които той води със своите противници, исихазмът се превръща в учение, което отразява самата същност на православното християнство.
Св. Григорий Палама е апологетът на исихазма и богословът, а св. Григорий Синаит е учителят и практическият наставник.
Първите учители на българския исихазъм са св. Теодосий Търновски (около 1300 – 1363), св. Ромил Видински, патриарх Евтимий и митрополит Киприан Киевски. Съзерцателното монашество се разпростира из цялото славянско християнство през късното средновековие.

## Варламитство
Не всички кръгове във византийското общество приемат учението на исихазма. Между привържениците му и неговите противници пламват ожесточени спорове. Като най-видни противници на исихазма изпъкват монахът Варлаам Калабрийски, грък, роден в Южна Италия, и живеещият във Византия Григорий Акиндин. Подобно на Григорий Синаит и на Григорий Палама, Варлаам смята, че е важно да се осъществи връзката между Бога и човека. Според него обаче това трябва да се постигне не чрез молитви и уединение, а като се изясни с помощта на древногръцката философия какво представлява Бог. Варлаам твърди, че човек със силата на своите познания и с разума си може да разбере същността на Бога и по такъв начин да постигне единение с Него. Ако исихазмът е учение, което набляга на непосредствената вяра, то варламитството е учение, основано на идеята, че до вярата се стига чрез знанието за Бога. Варлаам и неговите последователи осмиват практиката на исихастите и наричат тяхното учение „пъпоумие“, защото, исихастите твърдят, че чрез своите упражнения и чрез особеното положение на телата си по време на молитва, те не могат да видят нищо друго, освен светлината около пъповете си.
„Калабрийският философ“ Варлаам идва около 1330 г. в Цариград. Там той се ползва с подкрепата на императора Андроник III и „великия доместик“ Йоан Кантакузин. Твърдейки, че Бог е непознаваем и че с помощта на логиката на Аристотел божествените истини за произхода на Св. Дух не могат да се докажат окончателно нито в полза на православните, нито на католическите догми, през 1337 – 1338 г. той влиза в богословски спор с Григорий Палама.
Григорий Палама твърди, че интелектът при своето въздигане към Бог придобива ново духовно сетиво и това е самата светлина. Така вече има възможността да Го вижда със сърдечните си очи като обожението (съединяването с Бог, придобиването на Светия Дух) е целта на творението.
Идеите на Палама одобрява събор през 1341 г. и Варлаам се връща в Италия. Спорът с Палама продължават Григорий Акиндин и философът Никифор Григора. От 1342 до 1347 г. Акиндин е подкрепян от патриарха Йоан XIV Калека, но той е отстранен и на двата събора през 1347 и 1352 г., под председателството на Йоан VI Кантакузин, богословието на Григорий Палама отново е потвърдено и той е избран за архиепископ на Солун (1347), а неговите последователи и ученици Исидор Вухарис, Калист I и Филотей Кокин последователно стават патриарси на Цариград.
В края на XIV век срещу паламизма неуспешно се обявява група от известни византийски томисти (последователи на Тома Аквински и привърженици на сближаването с латинския Запад), начело с братята Димитър Кидон и Прохор Кидон.

## Издания
- Путь к священному безмолвию. Малоизвестные творения святых отцов-исихастов. Сост., общая ред., предисл. и примеч. А. Г. Дунаева. М., 1999.

## Изследвания
- Марчевски, Ив. Исихазмът. Учението за несътворените божествени енергии и светлини. Велико Търново, 1996; 2 изд. 2001.
- Петр (Пиголь), игумен. Преподобный Григорий Синаит и его духовные преемники[неработеща препратка]. М., 1999.
- Хоружий, С. С. О старом и новом. СПб., 2000.
- Милчев, К. Екзистенциалната тема и проблематиката на паламизма. С., 2001.
- Климков, Олег, свящ. Опыт безмолвия. Человек в миросозерцании византийских исихастов Архив на оригинала от 2010-12-13 в Wayback Machine.. СПб., 2001.
- Милчев, К. Притча на исихастите. С., 2002.
- Милчев, К. Същност и ипостас. С., 2002.
- Уеър, Калистос, Диоклийски еп. Тайнството на човешката личност. Исихастки студии. С., 2002.
- Мейендорф, И., протопр. История Церкви и восточно-христианская мистика. М., 2003.
- Хоружий, С. Опыты из русской духовной традиции. М., 2005.
- Хоружий, С. Очерки синергийной антропологии. М., 2005.
- Петрунин, В. В. Политический исихазм и его традиции в социальной концепции Московского Патриархата. СПб., 2009 (Богословская и церковно-историческая библиотека).
- Blum, G. G. Byzantinische Mystik. Ihre Praxis und Theologie vom 7. Jahrhundert bis zum Beginn der Turkokratie, ihre Fortdauer in der Neuzeit. Münster, 2009.
- Бибихин, В.В. Энергия. М., 2010.